# 성지훈 (컬링 선수)
성지훈(1997년 8월 4일~)은 대한민국의 컬링 선수이다. 본명은 성유진이다.